# Peter Kotte
Peter Kotte (* 8. prosince 1954, Thiendorf) je bývalý východoněmecký fotbalista, útočník, reprezentant Východního Německa (NDR). V roce 1981 byl spolu se dvěma spoluhráči (Gerd Weber a Matthias Müller) zatčen Stasi ve chvíli, kdy měli odcestovat do Argentiny na mezinárodní zápas. Gerd Weber měl kontakty na tým 1. FC Köln a vyžádal si plány na útěk s úmyslem uprchnout na západ. Byl odsouzen k sedmi letům a sedmi měsícům vězení. Po několika dnech vazby byli s Müllerem propuštěni, ale za spolupachatelství jim byl doživotně zakázán návrat do profesionálního fotbalu.

## Fotbalová kariéra
Ve východoněmecké oberlize hrál za BSG Stahl Riesa a Dynamo Drážďany, nastoupil ve 166 ligových utkáních a dal 54 gólů. V letech 1976, 1977 a 1978 získal s Dynamem Drážďany mistrovský titul a v roce 1977 východoněmecký fotbalový pohár. V Poháru mistrů evropských zemí nastoupil ve 14 utkáních a dal 4 góly a v Poháru vítězů pohárů nastoupil ve 22 utkáních. Za reprezentaci Východního Německa (NDR) nastoupil v letech 1976–1980 ve 21 utkáních a dal 3 góly.

## Ligová bilance
| Ročník          | Zápasy | Góly | Klub            |
| --------------- | ------ | ---- | --------------- |
| I. liga 1973/74 | 10     | 1    | BSG Stahl Riesa |
| I. liga 1973/74 | 16     | 11   | Dynamo Drážďany |
| I. liga 1974/75 | 24     | 3    | Dynamo Drážďany |
| I. liga 1975/76 | 22     | 4    | Dynamo Drážďany |
| I. liga 1976/77 | 13     | 7    | Dynamo Drážďany |
| I. liga 1977/78 | 25     | 11   | Dynamo Drážďany |
| I. liga 1978/79 | 18     | 2    | Dynamo Drážďany |
| I. liga 1979/80 | 26     | 8    | Dynamo Drážďany |
| I. liga 1980/81 | 12     | 7    | Dynamo Drážďany |
| CELKEM I. liga  | 166    | 54   |                 |